# Alfred Rönnqvist
Bror Alfred Rönnqvist, född 17 oktober 1913 i Bergs församling, Jämtlands län, död 19 januari 2002 i Åsarne församling, Jämtlands län, var en svensk riksspelman. Rönnqvist var från Åsarna i Jämtland. Vid sin död hade han testamenterat sin notsamling och kompositioner till Bergs kommun där de förvaras i kommunens arkiv i Svenstavik .

## Utmärkelser
- 1980: Bergs hembygdsförenings stipendium[5]
- 1983: Bergs kommuns kulturstipendium[5]